# Ronquilus jordani
Ronquilus jordani är en fiskart som först beskrevs av Gilbert, 1889.  Ronquilus jordani ingår i släktet Ronquilus och familjen Bathymasteridae. Inga underarter finns listade i Catalogue of Life.